# 克卜勒438b
克卜勒438b（Kepler-438b，舊稱 KOI-3284.01）是一顆確認存在的體積與地球相近的岩石質太陽系外行星，位於紅矮星克卜勒438的適居帶，在天球上位於天琴座。該行星是由克卜勒太空望遠鏡以觀測行星通過母恆星盤面前，使恆星光度微幅下降的凌日法發現。美国国家航空航天局（NASA）於2015年1月6日宣布確認發現該行星。

## 概要
克卜勒438b的體積接近地球，半徑約為地球的1.12倍。母恆星克卜勒438是體積與表面溫度遠低於太陽的紅矮星。軌道週期35.2日。

## 適居性
克卜勒438b被宣布發現時是宣稱它位於液態水可存在於該行星表面的適居帶。它因為其體積與推測表面溫度，被描述為至今所發現最類似地球的行星之一。

## 外部連結
- NASA – Kepler Mission.
- NASA – Kepler Discoveries – Summary Table（页面存档备份，存于）.
- NASA – Kepler-440b （页面存档备份，存于） at The NASA Exoplanet Archive.
- NASA – Kepler-440b（页面存档备份，存于） at The Extrasolar Planets Encyclopaedia.
- Habitable Exolanets Catalog（页面存档备份，存于） at UPR-Arecibo.